# Slow Dancin'
「Slow Dancin'」（スロウダンシン）は、松下優也の14枚目のシングル。2014年4月25日に発売。3度目の配信限定シングルとなる。
配信シングルiTunes Store、Amazon MP3、オリコンミュージックストア、Tapnowにて配信。音源はライブ会場にて販売されている『She's A Liar』のCDのみの形態に収録されている。

## 収録曲
1. Slow Dancin'
  - 作詞：U　作曲：KENGO 編曲：Calros.K
2. She's A Liar -Route A REMIX-

| スタブアイコン | サブスタブ | この項目は、まだ閲覧者の調べものの参照としては役立たない、シングルに関連した書きかけの項目です。この項目を加筆・訂正などしてくださる協力者を求めています（P:音楽/PJ:楽曲）。 |